# Кеннан, Джордж Фрост
Джордж Фрост Кеннан (англ. George Frost Kennan; 16 февраля 1904 — 17 марта 2005) — американский дипломат, политолог и историк, основатель Института Кеннана — подразделения Woodrow Wilson International Center for Scholars. Наиболее известен как «архитектор Холодной войны», идейный отец «политики сдерживания» и доктрины Трумэна. Автор трудов по истории взаимоотношений России и стран Запада.
Внучатый племянник Джорджа Кеннана, известного связями с российскими революционерами в 1890-х годах.

## Биография

### Карьера дипломата
В 1925 году, сразу после окончания Принстонского университета, Кеннан поступил на дипломатическую службу. После недолгого пребывания в Женеве он узнал о том, что может поучиться три года в аспирантуре одного из европейских университетов при условии, что будет изучать какой-нибудь редкий язык. Кеннан выбрал русский, поскольку у него была возможность получить назначение на работу в Советский Союз, а также следуя семейной традиции, начало которой положил двоюродный брат его деда, в память о котором он в 1974 году помог основать при Международном центре Вудро Вильсона Институт перспективных российских исследований имени Кеннана.
После завершения аспирантуры Дж. Ф. Кеннан продолжил дипломатическую службу за границей — в Таллине (Эстония) и Риге (Латвия). Где бы он ни работал, он везде много путешествовал, что помогало ему лучше узнать народ и культуру страны.
В 1933 году Кеннан приехал в Москву в качестве переводчика Уильяма C. Буллитта, первого посла США в Советском Союзе.
В 1934—1938 гг. был первым секретарём посольства США в СССР, а в 1945—1946 гг. советником посольства. За годы работы в СССР Кеннан стал ярым противником коммунизма, убеждённым в невозможности сотрудничества с СССР.
В 1947—1949 гг. он возглавлял отдел Государственного департамента США по планированию внешней политики и сыграл заметную роль в разработке плана Маршалла.

### Отношения с СССР
Дж. Кеннан — автор внешнеполитической доктрины «сдерживания», изложенной впервые в так называемой «длинной телеграмме Кеннана» из Москвы в адрес государственного секретаря США (февраль 1946 г.), в которой он призывает правительство Соединённых Штатов твёрдо выступить против советской экспансии в Восточной Европе.
В июле 1947 года, в журнале «Форин афферс» появилась статья «Истоки советского поведения» за подписью некоего «Х», в котором излагалась стратегия сдерживания, вскоре воплощенная в жизнь. Автором публикации был Кеннан. В определенной степени эта статья стала продолжением и расширением проблематики, обозначенной Кеннаном в «длинной телеграмме» 1946 года. Значение предложенной автором стратегии трудно переоценить: она оказала влияние на выработку американской доктрины на последующие 40 лет, обусловила политику других государств в отношении Америки и, наконец, легла в основу многих важных дипломатических и политических начинаний, таких, как доктрина Трумэна, план Маршалла, НАТО и Берлинский воздушный мост. Кеннан отстаивал послевоенную исключительность США.
В июне 1948 года призвал Вашингтон поддержать Югославию.

### Посол в СССР
Будучи назначенным послом США в СССР, Кеннан прибыл в Москву 5 мая 1952 года. Вскоре по прибытии писал Кеннан президенту Г. Трумэну:
Мы (американская дипмиссия в СССР) настолько отрезаны, стеснены запретами, и нас настолько игнорирует советское правительство, что это выглядит так, будто вообще прерваны дипломатические отношения
26 сентября 1952 года в «Правде» появилась редакционная статья, в которой сообщалось, что американский посол, прилетевший в Западный Берлин из Москвы, сделал клеветническое заявление для западной прессы и показал себя лжецом и заклятым врагом СССР. Кеннан сравнил положение американцев в Москве с той ситуацией, в которой он находился в Германии в 1941—1942 годах, когда он был интернирован нацистами. В итоге посол был объявлен «персоной нон грата», ему даже не разрешили лично вывезти из посольства свою жену и детей.

### Дальнейшая деятельность
Вернувшись в США в том же году, Кеннан создаёт русскоязычное Издательство имени Чехова в Нью-Йорке, как подразделение «Восточно-Европейского фонда» исследовательских проектов на базе Колумбийского университета при финансовой поддержке «Фонда Форда».
1961—1963 гг. — посол в Югославии.
Скончался 17 марта 2005 года в возрасте 101 года в своём доме в Принстоне, штат Нью-Джерси.

### Семья
- Жена (с 1931) — Аннелис, урождённая Соренсен (Annelise Sorensen, 1910—2008), по происхождению норвежка[16][17].
  - Дочь — Грейс, была замужем за известным американским архитектором Джоном Уорником.
  - Дочь — Джоан (Joan)[18]
  - Дочь — Венди (Wendy)[18]
  - Сын — Кристофер Дж. Кеннан (Christopher J. Kennan)[18]

## Взгляды на политику в отношении СССР и постсоветскую Россию
Уже через несколько лет после написания своих знаменитых работ Кеннан объяснял, что под сдерживанием он имел в виду политическую и экономическую активность, а не военное противостояние. Кеннан был противником создания НАТО.
Кеннан также считал неверной политику США в отношении постсоветской России. Так, он критиковал «фатальную ошибку» четвёртого расширения НАТО в 1999 году, которое по его мнению было способно вновь возродить для России образ внешнего врага в посткоммунистическую эпоху и тем самым повредить демократизации страны. Он предсказал ещё в самом начале расширения, что эта «стратегическая ошибка эпического масштаба» делает новую холодную войну вполне реальным сценарием, а «горячую войну» — возможной.

## Книги
- Дипломатия Второй мировой войны глазами американского посла в СССР Джорджа Кеннана. — М.: Центрполиграф, 2002.
- Маркиз де Кюстин и его «Россия в 1839 году» = The Marquis de Custine and His "Russia in 1839". — М.: РОССПЭН, 2006. — 240 с.
- Russia Leaves the War, Princeton: Princeton University Press, 1956. Пулитцеровская премия за книгу по истории, 1957.
- Russia, the Atom, and the West, New York: Harper, 1958.
- Russia and the West under Lenin and Stalin, Boston: Little, Brown and Company, 1961.
- Memoirs: 1925—1950, Boston: Little, Brown and Company, 1967. Пулитцеровская премия за биографию или автобиографию, 1968.
- Memoirs: 1950—1963, Boston: Little, Brown and Company, 1972.